# 片岡英彦
片岡 英彦（かたおか ひでひこ、1970年9月6日 - ）は、日本の企画家、コミュニケーション・戦略PRプロデューサー、コラムニスト、株式会社東京片岡英彦事務所代表取締役。東京ウーマン編集長。東京都女性ベンチャー成長促進事業 APT Women メンター。東北芸術工科大学 広報部長／企画構想学科教授／学科長。国際NGO世界の医療団広報責任者。株式会社ミクシィ元エグゼクティブプロデューサー。デジタルマンガ協会マーケティングアドバイザー。WOMマーケティング協議会ガイドライン検討委員。元日本マクドナルドマーケティングPR部長。元MTVジャパン広報部長。元Apple Computer株式会社コミュニケーションマネージャー。元日本テレビ番組宣伝プロデューサー。国立循環器病研究センター理事長特命補佐。 厚生労働省 医師の働き方改革の国民周知啓発事業 提案書審査委員。病院長等を対象としたマネジメント研修事業」に係る技術審査委員。

## 略歴・人物
神奈川県出身（出生は東京都）。神奈川県立湘南高等学校卒業。1994年京都大学経済学部卒業。
1994年に日本テレビ入社。同期にはアナウンサーの羽鳥慎一（現在はフリー）と藤井貴彦がいる。報道記者、報道番組ディレクターとして「阪神・淡路大震災」「オウム真理教事件」に携わった後、広報局番組事業宣伝部にて「進め!電波少年」「伊東家の食卓」「劇空間プロ野球」「伝説の教師」「FUN」「箱根駅伝」「全国高等学校クイズ選手権」などの番組宣伝をプロデュースする。
日本テレビ退職後、Apple Computer株式会社コミュニケーションマネージャーに転身。ipod発売時の顧客コミュニケーション等に携わる。
2004年MTVジャパン広報部長に就任。MTV Video Music Awards Japanの広報宣伝活動責任者を務める。2006年からは日本マクドナルドマーケティングPR部長として「ピタマックカー旅のブログ」「メガマック・キャンペーン」「プレミアム・ロースト・コーヒー」「クォーターパウンダー・キャンペーン」などの商品キャンペーンを実施。メディア企業での人脈・経験を活かしたバズ（口コミ）を中心としたプロモーション活動を行い、エンタテイメント性が高く爆発力のある戦略的PRやメディアタイアップなどの手法が注目された。
2009年9月より株式会社ミクシィのエグゼクティブプロデューサーを勤めた後、2011年9月に自らの個人事務所として『片岡英彦事務所』を設立。企業・団体のマーケティング活動を支援する一方、フランス・パリに本部を持つ国際的なNGO団体で世界の医療団の広報責任者に就任し、国内の被災地や最貧国の、医療・人道支援活動に携わる。「戦略PR」「CSRと企業活動」「クロスメディア・プロモーション」等に関するセミナー講演活動の他、日本広報学会主催の公開シンポジウム、ＪＡＲＯ・ＪＩＡＡ広告研究セミナー、宣伝会議主催の宣伝担当者向け講座、JAA（日本アドバタイザーズ協会）主宰セミナーなどで「戦略広報」「戦略的タイアップ」「ステルスマーケティング」に関する講演実績がある。
2011年7月よりマガジンハウスのWebダカーポにてインタビューコラム「片岡英彦のNGOな人々 (Non-Gaman Optimists)」を連載しており、個人事務所の設立とNGO「世界の医療団」に就任した理由を述べている。
2012年6月より日本テレビのグループ会社 LIFE VIDEO株式会社（代表取締役ディレクター：土屋敏男）のPRプロデューサーに着任したとブログ内で発表。
2013年12月2日に「一般社団法人日本アドボカシー協会」の設立および代表理事への就任と「株式会社東京片岡英彦事務所」の設立を発表。
2014年9月1日に「片岡英彦事務所の株式会社化と事務所移転＆Webコラム連載開始のお知らせ」を発表。
2014年より、東京で暮らす・働く女性のライフスタイルコミュニティ東京ウーマン、プロ同士の対談マガジンプロフェッショナル談の編集長を務める。2015年4月、一般社団法人中小企業診断協会との制作協力を発表。2015年、東北芸術工科大学 広報部長／企画構想学科教授。
2018年に東京都女性ベンチャー成長促進事業 APT Women メンター
2019年　宮城県震災復興広報強化業務プロポーザル選定委員
2021年　厚生労働省新型コロナウィルス感染症ワクチン摂取・リスクコミュニケーション広報プロジェクト企画競争評価委員会委員
2022年　医師の働き方改革の国民周知啓発事業提案審査委員、国立循環器病研究センター理事長特命補佐
2025年　東京都は、「伝わる広報」の実現に向けた都庁のデジタル広報の強化のため、社会情勢等を踏まえた動画やSNS発信、インフルエンサー活用等について必要な助言、支援等を適宜得るために、「デジタル広報フェロー」を設置し、片岡英彦含む3名に委嘱したと発表。

## エピソード
- 日本テレビ在職中は「進め！電波少年」「雷波少年」の宣伝活動を長く担当した。このため、直属の関係ではなかった「Tプロデューサー」こと土屋敏男から影響を強く受けた。
- 日本テレビ退職後は各界で異彩を放つ人物と交流を持つ。プロ野球解説者の衣笠祥雄、元F1レーサーの中嶋悟、サニーサイドアップ代表取締役社長の次原悦子、元Apple Computer社長で現日本マクドナルド代表取締役会長兼社長兼最高経営責任者 (CEO) 原田泳幸、マンガ家のモンキー・パンチらを慕っている。
- タレントを起用した派手なプレスイベントやセールスプロモーションを大手の広告代理店やPR会社と行う一方で、調査パブリシティー、クロスメディアPR、テレビ番組とのタイアップなども、中小のPR会社などを用いて盛んに行った。
- 長時間の会議への出席や、パワーポイントなどの紙資料を大量に使ったプレゼンテーションを受けることを特に嫌う。仕事上、メールはあまり利用せず、代理店やPR会社を通さずキーパーソンと直接、電話などで重要案件を決めてしまうなど、広告代理店やPR会社の担当者は慣れるまでは対応に相当苦労するといわれている。
- 斬新で型破りな戦略的PRやマーケティングPR手法に関しては賛否がある一方、広告代理店、PR会社をはじめ、メディア、芸能プロダクション、および一般企業の広報・宣伝担当者の若手を中心にシンパも多く、SNS上などには業界を横断した個人的ネットワークを持つ。
- 日本マクドナルド退社の際の送別会は、本人自ら主催するサプライズイベントとして行われ、転職先は当日まで誰にも明かされないまま多くの業界関係者が招待されたが、本人の知らないうちに本人が大のファンである鳥居みゆきがゲストに招かれサプライズ登場し、結局、本人が部下たちによってサプライズさせられることになった。
- 2009年12月10日「個人的大忘年会」と称したシークレットパーティーを東京・渋谷で実施。「広告業界の暗いムードを明るくしたい」という呼びかけに、メディア、広告、芸能関係者など約200名が参加した。このパーティーは複数のPR会社やイベント会社の社員、女子大生、ミュージシャンなどの有志によって運営された。ゲストや協賛企業の多彩さなどから、本当に個人的忘年会であったかなど運営手法は謎である。パーティーの冒頭で、「（ミクシィの）日記に、忘年会をやろうと一行書いただけなのに、こんな騒ぎになってしまいすみません。」という本人から短い挨拶があった。ゲストとして「ルパン三世」の原作者のモンキー・パンチ、倉田よしみ、ビッグ錠、御茶漬海苔、山田ゴロ、ウノ・カマキリ、松田弘也eなどマンガ界の重鎮らの他、国民栄誉賞受賞者で元広島カープの衣笠祥雄、ダンディー坂野、スピーチゲストとして、ミクシィ社長の笠原健治、「電波少年シリーズ」の土屋敏男、サニーサイドアップ社長の次原悦子、F1の中嶋悟、イラストレーターのラジカル鈴木らが参加。日本マクドナルド、日本コカ・コーラ、小学館、アドビ、ワコム、三国ワイン、太田プロダクション、バップ等が協賛。本人は親友のクリエーター、くすきはいねがミクシィへ入社し部下になることのお祝い会と、自らの転職報告を兼ねた忘年会を仲間たちと祝いたかっただけだったという。